# Okean Elzy

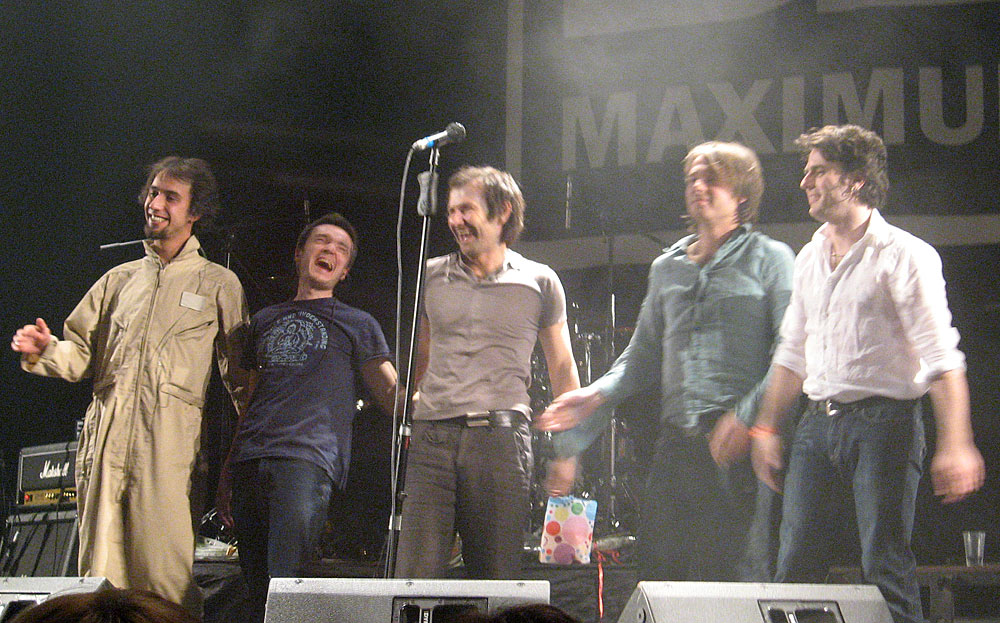
Okean Elzy

Okean Elzy (en ucraïnès: Океан Ельзи, que es pot traduir com a l'Oceà d'Elsa) és un dels grups més populars i famosos de música pop-rock d'Ucraïna, format el 1994 a Lviv, Ucraïna. El vocalista del grup i alhora membre més famós n'és Svyatoslav Vakarchuk. Contràriament a molts grups i cantants ucraïnesos, la formació només empra l'ucraïnès a les seves cançons, fet que ha dignificat i reviscolat la llengua del país respecte al rus que encara domina a gran part del territori. A desgrat de l'ús de l'idioma autòcton el grup té molts seguidors a Rússia i a Belarús.

## Membres actuals
- Svyatoslav Vakarchuk - vocalista (1994-fins ara)
- Petro Cherniavsky - guitarra (2004-fins ara)
- Denys Dudko - baix (2004-fins ara)
- Milosh - piano, teclats (2004-fins ara)
- Denys Hlinin - bateria (1994-fins ara)

## Altres membres anteriors
- Pavlo Hudimov - guitarra (1994-2004)
- Yuriy Khustochka - baix (1994-2004)
- Dmytro Shurov - piano, teclats (2000-2004)

## Àlbums
- 1998 - "Там, де нас нема" (Allà, on no som)
- 2000 - "Янанебібув" (Estava en el cel)
- 2001 - "Модель" (Model)
- 2003 - "Суперсиметрія" (Supersimetria)
- 2003 - "Тvїй формат" (El teu format)
- 2005 - "GLORIA" (GLORIA)
- 2007 - "Міра" (Mesura)
- 2010 - "Dolce Vita"
- 2013 - "Земля" (La Terra)
- 2014 - "НАЙКРАЩЕ" (El millor)
- 2016 - "Без меж" (Sense límits)
- 2024 - Той день (Aquell dia)
- 2024 - Lighthouse